# Bestenabzeichen (MdI)
Das Abzeichen für „Vorbildliche Arbeit“ war eine im Fachbereich des Ministeriums des Innern (MdI) der Deutschen Demokratischen Republik (DDR) verliehene nichtstaatliche Auszeichnung.
Die Verleihung erfolgte vorwiegend an die Kasernierten Einheiten des MdI zunächst in zwei, später in drei Stufen. 
Das Abzeichen zeigt in seiner ersten Form ein rundes grün emailliertes Medaillon mit dem Polizeistern der VP in der Mitte sowie der Umschrift: FÜR DEN SCHUTZ DER ARBEITER-UND-BAUERN-MACHT. Darüber war eine rot emaillierte rote Arbeiterfahne auf gekörnten Grund mit der goldenen Aufschrift: BESTER. Links neben der Fahne ist ein fast senkrechter goldener Lorbeerzweig angebracht. Die Rückseite ist glatt und zeigt eine waagerecht verlötete Nadel mit Gegenhaken. Das Abzeichen der zweiten Form, die ab etwa 1972 verliehen wurde, ist nahezu identisch mit dem Abzeichen für „Vorbildliche Arbeit“. Sie zeigt jedoch zusätzlich in seiner unteren Spitze die römischen Ziffern I, II oder III, wobei die Stufe III die höchste war. Die Rückseite ist glatt und zeigt eine waagerecht angelötete Nadel mit Gegenhaken.